# Martin Braun (Fußballspieler)
Martin Braun (* 18. November 1968 in Löffingen) ist ein ehemaliger deutscher Fußballspieler und späterer -funktionär und jetziger Fußballtrainer.

## Karriere als Spieler
Braun begann beim FC Löffingen das Fußballspielen, war danach bis 1990 für den FV Donaueschingen aktiv und absolvierte gleichzeitig eine Berufsausbildung zum Bankkaufmann.
Seine ersten Einsätze im Profifußball absolvierte er in der Saison 1990/91 für den damaligen Zweitligisten SC Freiburg, bei dem er mit soliden Leistungen auf sich aufmerksam machte. Im Jahre 1993 stieg er mit dem Verein unter Trainer Volker Finke in die 1. Bundesliga auf. Nach insgesamt 157 Spielen und 24 Toren (Erste und Zweite Bundesliga) für den Sportclub wechselte Braun 1995 zum 1. FC Köln. Da er beim FC nicht dauerhaft zur Startbesetzung gehörte, zog es ihn zwei Jahre später in die österreichische Bundesliga zum Rekordmeister SK Rapid Wien. 1999 kehrte er nach Deutschland zurück und spielte eine Saison beim Zweitligisten Karlsruher SC, mit dem er in die Regionalliga abstieg. Anschließend nahm ihn der VfR Aalen, der in der Regionalliga Süd spielte, unter Vertrag, bei dem Braun 2003 seine aktive Laufbahn beendete.

## Karriere als PR-Manager, Unternehmer und Trainer
Nach dem Abschluss eines Fernstudiums zum Diplom-Kaufmann (FH) war er bis Ende 2007 als PR-Manager des SC Freiburg tätig. Dieser Vertrag wurde wegen unterschiedlicher Auffassungen zum Umgang mit dem langjährigen Trainer Volker Finke als letztem „Finke-Getreuen“ zum 31. Dezember 2007 aufgelöst. Danach war Braun zwischenzeitlich beim VfR Aalen als Geschäftsführer für den kaufmännischen und sportlichen Bereich verantwortlich, bevor er am 1. April 2009 seine neue Stelle als Leiter der Unternehmenskommunikation bei Imtech Deutschland in Hamburg antrat. Im Sommer 2012 wechselte er ins Kompetenzteam Stadion und Arenatechnik von Imtech. Anschließend war Braun bei der MS in Spaichingen beschäftigt und verantwortete seit dem 1. November 2013 als Projektleiter die Planung und Durchführung des Neubaus eines Verwaltungs- und Produktionsgebäudes mit einem Gesamtvolumen von rund 40 Millionen Euro.
Ab 29. Mai 2010 trainierte Martin Braun die erste Mannschaft des FC 08 Villingen in der Oberliga Baden-Württemberg. Später war er Sportvorstand des Klubs, der zwischenzeitlich in die Verbandsliga Südbaden abgestiegen war. Nach dem Wiederaufstieg in die Oberliga 2017 legte er im Sommer des Jahres sein Amt nieder, da er nach Abschluss seiner Trainerausbildung eine neue Herausforderung suchte.
Diese fand er im November 2017 als Sportlicher Leiter bei den Stuttgarter Kickers in der Regionalliga Südwest, am Saisonende stieg der Verein in die Oberliga Baden-Württemberg ab. Im Sommer 2019 trennten sich die Kickers von Braun, weil der angestrebte Regionalligaaufstieg verpasst worden war. Laut Braun erfolgte der Abschied in gegenseitigem Einvernehmen, weil sich Verein und Sportchef nicht auf eine gemeinsame Ausrichtung hatten einigen können.
Nachdem der A-Trainerlizenz-Inhaber, der zwischenzeitlich ein Psychologie-Fernstudium begonnen hatte, bereits seit November 2019 beim Regionalligisten TSG Balingen in beratender Funktion tätig gewesen war, übernahm er im Januar 2020 das Traineramt von Ralf Volkwein, unter dem die Balinger erstmals den Viertliga-Aufstieg schafften. Braun hatte zunächst gezögert, weil er sich zwischenzeitlich mit einer Bauträger-GmbH selbstständig gemacht hatte und im Hauptberuf Bauprojekte realisierte. An Brauns Seite wurde schließlich der langjährige Balinger Fußballer Lukas Foelsch als spielender Co-Trainer installiert. Der württembergische Klub hatte zu diesem Zeitpunkt mit elf Punkten aus 20 Spielen 14 Punkte Rückstand auf einen Nicht-Abstiegsplatz. Die Saison wurde aufgrund der COVID-19-Pandemie vorzeitig für beendet erklärt, der Verein belegte Platz 17 in der Abschlusstabelle. Auf Absteiger wurde allerdings angesichts der besonderen Umstände verzichtet.
Braun nutzte die lange Sommerpause im Frühjahr 2020, um die Balinger Mannschaft neu aufzustellen. Angesichts der ursprünglich angedachten sechs Absteiger war Braun mit dem schwäbischen Amateurverein dennoch als Außenseiter in die Spielzeit 2020/21 gestartet. Am Saisonende landete die TSG Balingen auf dem 15. Platz einer auf 22 Mannschaften angewachsenen Spielklasse und schaffte so den Klassenerhalt. Noch am letzten Spieltag war aus eigener Kraft Rang 11 möglich gewesen. Die TSG holte 51 Punkte in 42 Spielen, was angesichts der im Vergleich geringen finanziellen Möglichkeiten des Amateurvereins und angesichts der deutlich längeren Saison als großer Erfolg gewertet wurde. Zudem führte Braun den Verein zum zweiten Mal in Folge und zum zweiten Mal überhaupt ins Finale des WFV-Pokals. Beide Endspiele (2019, 2020) in Stuttgart wurden jeweils mit 0:3 gegen den Regionalligarivalen SSV Ulm 1846 Fußball verloren. Im November 2023 trennte sich die TSG Balingen von „ihrem“ Martin Braun, der Entlassung vorausgegangen war ein schwacher Start in die Saison 2023/24 mit 13 Punkten aus 17 Spielen. Zuletzt wurde die TSG Balingen mit Braun WFV-Pokalsieger 2022/23 und hatten mit Erreichen des sechsten Platzes der Regionalliga Südwest ihre bislang erfolgreichste Saison in der Vereinsgeschichte.
Im April 2024 wurde er als neuer Trainer des Oberligisten FV Ravensburg zur Saison 2024/25 vorgestellt, Anfang Mai 2025 verließ er den Klub „im wirklich gegenseitigem Einvernehmen“ wieder.

## Statistik
- 1. Bundesliga
51 Spiele; 2 Tore SC Freiburg
38 Spiele; 2 Tore 1. FC Köln
- 2. Bundesliga
106 Spiele; 22 Tore SC Freiburg
23 Spiele; 1 Tor Karlsruher SC
- 1. Bundesliga (Österreich)
61 Spiele Rapid Wien
- Regionalliga Süd
68 Spiele VfR Aalen
- DFB-Pokal
8 Spiele 4 Tore SC Freiburg
2 Spiele 1. FC Köln
1 Spiel 1 Tor Karlsruher SC
- UEFA-Cup
9 Spiele Rapid Wien
- UI-Cup
5 Spiele 1. FC Köln

## Erfolge
- 1993: Aufstieg in die 1. Bundesliga mit dem SC Freiburg